# آنجلا بتیس
آنجلا بتیس (انگلیسی: Angela Bettis؛ زادهٔ ۹ ژانویهٔ ۱۹۷۳) یک هنرپیشه، و کارگردان اهل ایالات متحده آمریکا است. وی از سال ۱۹۹۳ میلادی تاکنون مشغول فعالیت بوده‌است.
از فیلم‌ها یا برنامه‌های تلویزیونی که وی در آن نقش داشته است می‌توان به دختر، گسیخته شده، می ، نگهدار کودک اشاره کرد.